# Заговор (роман)
«Заговор» — исторический роман русского писателя-эмигранта Марка Алданова, первое издание которого увидело свет в 1926—1927 годах. Часть тетралогии «Мыслитель» (другие её составляющие — романы «Девятое термидора» и «Чёртов мост», повесть «Святая Елена, маленький остров»).

## Сюжет
Действие романа происходит в 1800—1801 годах. Его главный герой — молодой русский офицер Юлий Штааль, который становится участником заговора против императора Павла I. О тех же событиях рассказывает и Дмитрий Мережковский в пьесе «Павел I», но Алданов в отличие от него создаёт полностью реалистическое повествование, без элементов фантасмагории. Наряду с вымышленными персонажами в «Заговоре» появляются реальные исторические деятели — Пален, Беннигсен, Николай Зубов и др.

## Создание и оценки
Изначально «Мыслитель» должен был стать трилогией. Написав повесть «Святая Елена, маленький остров» и роман «Девятое термидора», Алданов начал работу над последней частью цикла, но понял, что её придётся поделить на два романа. В первом, «Чёртов мост», Юлий Штааль воюет в Италии и Швейцарии, во втором, «Заговор», он участвует в убийстве Павла I.
«Заговор» был впервые издан на страницах журнала «Современные записки» в 1926—1927 годах. Первое книжное издание увидело свет в 1927 году. Роман стал частью тетралогии «Мыслитель» — заключительной по времени написания и третьей по времени действия. Эта тетралогия принесла Алданову широкую известность: критики отмечали историческую достоверность и хороший язык, лишённый стилизаций. Михаил Осоргин в своей рецензии констатировал: «После „Заговора“ не приходится больше обсуждать, подлинный ли художник М. Алданов. Вслед за читателем — и критике придется безоговорочно признать М. Алданова одним из первоклассных художников новой русской литературы».